# История игрушек: Большой побег (саундтрек)
| Оценки критиков | Оценки критиков                                                                    |
| Источник        | Оценка                                                                             |
| --------------- | ---------------------------------------------------------------------------------- |
| Empire          | 4 из 5 звёзд · 4 из 5 звёзд · 4 из 5 звёзд · 4 из 5 звёзд · 4 из 5 звёзд           |
| Filmtracks      | 3 из 5 звёзд · 3 из 5 звёзд · 3 из 5 звёзд · 3 из 5 звёзд · 3 из 5 звёзд           |
| Movie Music UK  | 3,5 из 5 звёзд · 3,5 из 5 звёзд · 3,5 из 5 звёзд · 3,5 из 5 звёзд · 3,5 из 5 звёзд |
| Movie Wave      | 4 из 5 звёзд · 4 из 5 звёзд · 4 из 5 звёзд · 4 из 5 звёзд · 4 из 5 звёзд           |

Toy Story 3 (Original Motion Picture Soundtrack) — саундтрек-альбом к мультфильму «История игрушек: Большой побег» (2010) от студии Pixar компании Disney, написанный американским композитором Рэнди Ньюманом. Ньюман, который ранее также разрабатывал музыку к двум предыдущим частям франшизы, написал всю музыку и к мультфильму. Полный альбом, включающий в себя оригинальную песню «We Belong Together» в исполнении Ньюмана и различные инструментальные треки, был выпущен 15 июня 2010 года лейблом Walt Disney Records. Это был шестой по счёту фильм студии Pixar, в написании музыки которого не участвовали ни Майкл Джаккино, ни Томас Ньюман. В альбом также вошла испанская версия композиции «You’ve Got a Friend in Me» из первой части в исполнении группы The Gipsy Kings.
Изначально альбом был выпущен для цифрового скачивания в форматах с потерями, таких как MP3 и AAC, и не был выпущен на CD; это второй случай, когда саундтрек к фильму Pixar не был выпущен на физических носителях, первым был «Вверх» (2009). В январе 2012 года Intrada Records выпустила альбом на CD. Музыка получила положительную оценку критиков и в итоге получила премию Грэмми в категории «Лучший саундтрек для визуальных медиа», а песня «We Belong Together» получила премию «Оскар» в категории «Лучшая песня к фильму».

## Разработка
Песня «We Belong Together» изначально должна была исполняться в дуэте, в котором бы участвовали певицы Леди Гага и Кэти Перри, а также Джон Майер. Но в Pixar отказались от этого и вместо этого решили оставить песню в исполнении Ньюмана как и в первых двух частях.
В интервью 2015 года Ньюман вспоминал, что был недоволен тем, что режиссёр Ли Анкрич использовал временную версию музыки. Он заявил, что «фильм получился отличным и все такое, и, возможно, я ошибаюсь и, оглядываясь назад, не вижу разницы, но он не подошел так, как я хотел бы, и он очень полюбил [временную партитуру]». Он также отказался написать саундтрек к мультфильму «Тайна Коко» (2017), и в итоге композитором фильма выступил Майкл Джаккино.

## Трек-лист
Слова и музыка всех песен — Рэнди Ньюман.
| №                   | Название                                        | Автор(ы)                         | Performer(s)        | Длительность |
| ------------------- | ----------------------------------------------- | -------------------------------- | ------------------- | ------------ |
| 1.                  | «We Belong Together»                            |                                  | Рэнди Ньюман        | 4:03         |
| 2.                  | «You’ve Got a Friend in Me» (para Buzz Español) |                                  | The Gipsy Kings     | 2:15         |
| 3.                  | «Cowboy!»                                       | Рэнди Ньюман Джонатан Сакс       |                     | 4:10         |
| 4.                  | «Garbage?»                                      |                                  |                     | 2:40         |
| 5.                  | «Sunnyside»                                     |                                  |                     | 2:20         |
| 6.                  | «Woody Bails»                                   | Рэнди Ньюман Джонатан Сакс       |                     | 4:40         |
| 7.                  | «Come to Papa»                                  |                                  |                     | 2:05         |
| 8.                  | «Go See Lotso»                                  |                                  |                     | 3:36         |
| 9.                  | «Bad Buzz»                                      |                                  |                     | 2:22         |
| 10.                 | «You Got Lucky»                                 |                                  |                     | 5:58         |
| 11.                 | «Spanish Buzz»                                  | Рэнди Ньюман Дон Дэвис Бруно Кун |                     | 3:31         |
| 12.                 | «What About Daisy?»                             | Рэнди Ньюман Дон Дэвис           |                     | 2:07         |
| 13.                 | «To the Dump»                                   | Рэнди Ньюман Дон Дэвис           |                     | 3:50         |
| 14.                 | «The Claw»                                      | Рэнди Ньюман Davis Джонатан Сакс |                     | 3:56         |
| 15.                 | «Going Home»                                    |                                  |                     | 3:22         |
| 16.                 | «So Long»                                       |                                  |                     | 4:55         |
| 17.                 | «Zu-Zu» (Ken’s Theme)                           | Рэнди Ньюман Бруно Кун           |                     | 0:35         |
| Общая длительность: | Общая длительность:                             | Общая длительность:              | Общая длительность: | 56:18        |

## Чарты
| Чарт (2010)                      | Пик-позиция |
| -------------------------------- | ----------- |
| Мексика (Top 100 Mexico)         | 8           |
| UK Soundtrack Albums (OCC)       | 23          |
| US Billboard 200                 | 145         |
| US Soundtrack Albums (Billboard) | 34          |

## Награды и номинации
| Награда          | Дата церемонии вручения | Категория                               | Получатель(-и)                                   | Результат | Прим.  |
| ---------------- | ----------------------- | --------------------------------------- | ------------------------------------------------ | --------- | ------ |
| «Выбор критиков» | 14 января 2011          | «Лучший звук»                           | Рэнди Ньюман                                     | Номинация | [ 19 ] |
| «Выбор критиков» | 14 января 2011          | «Лучшая песня»                          | Рэнди Ньюман (за песню «We Belong Together»)     | Номинация | [ 19 ] |
| «Грэмми»         | 13 февраля 2011         | «Лучший саундтрек для визуальных медиа» | Toy Story 3 (Original Motion Picture Soundtrack) | Победа    | [ 20 ] |
| «Оскар»          | 27 февраля 2011         | «Лучшая песня к фильму»                 | Рэнди Ньюман (за песню «We Belong Together»)     | Победа    | [ 21 ] |